# She Loves Me Not (filme)
She Loves Me Not (br: Demônio Louro) é um filme estadunidense de 1934, do gênero comédia, dirigido por Elliott Nugent. Este foi um dos primeiros filmes importantes de Bing Crosby. Ele canta várias canções, inclusive um de seus grandes sucessos, Love in Bloom, que recebeu uma indicação ao Oscar.
She Loves Me Not foi refilmado duas vezes: na própria Paramount em 1942, como True to the Army, e em 1955, na 20th Century Fox, com o título de How to Be Very, Very Popular. Mas, de acordo com John Douglas Eames, ambos são inferiores ao original.

## Sinopse
A dançarina Curly Flagg presencia um crime e foge para não servir de testemunha. Ela se esconde no dormitório masculino da Universidade de Princeton. Para protegê-la, os estudantes Paul e Buzz cortam-lhe os cabelos e vestem-na com suas roupas. Eles precisam enganar o reitor Mercer, sua filha Midge, que é louca por Paul, a noiva deste (Frances), e o assassino Mugg, que conseguiu chegar até lá.

## Elenco
| Ator/Atriz       | Personagem    |
| ---------------- | ------------- |
| Bing Crosby      | Paul          |
| Miriam Hopkins   | Curly Flagg   |
| Kitty Carlisle   | Midge Mercer  |
| Edward Nugent    | Buzz          |
| Henry Stephenson | Reitor Mercer |
| Warren Hymer     | Mugg          |
| Lynne Overman    | Gus           |
| Judith Allen     | Frances       |
| George Barbier   | J. Thorval    |

## Principais prêmios e indicações
| Prêmio       | Categoria(s) Indicada(s) | Categoria(s) Premiada(s) |
| ------------ | ------------------------ | ------------------------ |
| Oscar (1934) | Melhor Canção            | ---                      |